# Carolien van Kilsdonk
Carolien van Kilsdonk (Amsterdam, 26 luglio 1963) è un'ex snowboarder olandese.

## Biografia
Specializzata nell'halfpipe e attiva a livello internazionale esclusivamente nel 1996, la van Kilsdonk ha debuttato in Coppa del Mondo il 18 gennaio dello stesso anno, imponendosi a San Candido. Nella stessa stagione ha vinto altre 5 gare e si è aggiudicata la Coppa del Mondo di halfpipe.
In carriera non ha mai preso parte a rassegne olimpiche, mente ha vinto la medaglia d'oro iridata nel 1996.

## Palmarès

### Mondiali
- 1 medaglia:
  - 1 oro (halfpipe ad Lienz 1996)

### Coppa del Mondo
- Vincitrice della Coppa del Mondo di halfpipe nel 1996
- 8 podi:
  - 6 vittorie
  - 1 secondo posto
  - 1 terzo posto

#### Coppa del Mondo - vittorie
| Data             | Luogo          | Paese       | Disciplina |
| ---------------- | -------------- | ----------- | ---------- |
| 18 gennaio 1996  | San Candido    | Italia      | HP         |
| 19 gennaio 1996  | San Candido    | Italia      | HP         |
| 12 febbraio 1996 | Kanbayashi     | Giappone    | HP         |
| 17 febbraio 1996 | Kanbayashi     | Giappone    | HP         |
| 25 febbraio 1996 | Calgary        | Canada      | HP         |
| 17 marzo 1996    | Monte Bachelor | Stati Uniti | HP         |

Legenda:

HP = Halfpipe